# Недељко Вукоје
Недељко Вукоје (Ријека, 9. септембар 1943) бивши је југословенски фудбалер.

## Каријера
Фудбалску каријеру је започео у дресу Опатије, где је за први тим заиграо већ са 15 година. Играо је на месту левог крила. За Ријеку је наступао од 1961. до 1970. године и одиграо 143 првенствене утакмице на којима је постигао 32 гола.
Познат је по томе што је постигао први гол на стадиону Маракана, на првој званичној утакмици одиграној 1. септембра 1963. године. Ријека је изгубила од Црвене звезде са 2:1, пошто су након гола Вукоја стрелци за Београђане били Маравић и Прљинчевић.
У иностранству је наступao за немачки фудбалски клуб Фрајбургер у сезони 1971/72.
За репрезентацију Југославије одиграо је једну утакмицу 1966. године против Бугарске у Београду.

## Наступи за репрезентацију Југославије
| #  | Датум        | Место   | Противник | Резултат | Гол | Такмичење            |
| -- | ------------ | ------- | --------- | -------- | --- | -------------------- |
| 1. | 1. јун 1966. | Београд | Бугарска  | 0:2      | 0   | Пријатељска утакмица |

## Успеси
- Ријека
  - Друга савезна лига Југославије — Запад: 1969/70.